# 孫建平
孫 建平（そん けんぺい、Sun Jianping 、簡体字：孙 建平、1988年9月18日 - ）は、中国のスキージャンプ、ノルディック複合選手である。

## 経歴
吉林省通化市出身。14歳からスキージャンプを始める。初の国際大会出場は2007年開催の冬季ユニバーシアードトリノ大会からである。
コンチネンタルカップは2009年3月7日にイタリアで開催されたプラジェラート大会より出場。

## 成績

### 国際大会
- 2007年冬季ユニバーシアード ラージヒル（イタリア語版） - 個人54位
- 2009年冬季ユニバーシアード ノルディック複合（ポルトガル語版） - 個人19位
- 2011年アジア冬季競技大会ラージヒル（ドイツ語版） - 個人12位[2]

### 国内大会
- 第12回全国冬季運動会（中国語版） ジャンプ - 4位
- 第12回全国冬季運動会 ノルディック複合 - 優勝
- 第13回全国冬季運動会 ジャンプ - 優勝